# Chiloglottis chlorantha
Chiloglottis chlorantha är en orkidéart som beskrevs av David Lloyd Jones. Chiloglottis chlorantha ingår i släktet Chiloglottis och familjen orkidéer. Inga underarter finns listade i Catalogue of Life.